# Климещани
Климещани (в местния говор Климешчани, на македонска литературна норма: Климештани) е село в община Дебърца на Северна Македония.

## География
Селото е разположено северно от Охрид, в южното подножие на планината Караорман.

## История

### Етимология
Според академик Иван Дуриданов името е първоначалното жителско име със суфикс -jane *Klimętjane от личното име *Klimętъ < Климент.

### В Османската империя
Църквата „Свети Климент“ е от XIX век. Според Васил Кънчов в 90-те години Клемещани е малък чифлик с 5 къщи. Според статистиката му („Македония. Етнография и статистика“) в 1900 година Климещани е населявано от 80 жители, всички българи християни.
На Етнографската карта на Битолския вилает на Картографския институт в София от 1901 година Климешчани (Климентово) е чисто българско село в Охридската каза на Битолския санджак с 15 къщи.
В началото на XX век цялото население на селото е под върховенството на Българската екзархия. По данни на секретаря на екзархията Димитър Мишев („La Macédoine et sa Population Chrétienne“) в 1905 година в Климещани има 80 българи екзархисти и селото функционира българско училище.

### В Сърбия, Югославия и Северна Македония
След Междусъюзническата война в 1913 година селото попада в Сърбия.
Според преброяването от 2002 година селото има 57 жители македонци.
| Националност | Всичко |
| македонци    | 57     |
| албанци      | 0      |
| турци        | 0      |
| роми         | 0      |
| власи        | 0      |
| сърби        | 0      |
| бошняци      | 0      |
| други        | 0      |

До 2004 година селото е част от община Мешеища.